# 多治見市図書館
多治見市図書館（たじみしとしょかん）は、岐阜県多治見市の公共図書館の総称。まなびパークたじみにある多治見市図書館（本館）、笠原分館、子ども情報センター（分館）、公民館図書室7室からなる。

## 施設一覧
| 多治見市図書館の蔵書数 | 多治見市図書館の蔵書数 | 多治見市図書館の蔵書数 | 多治見市図書館の蔵書数 | 多治見市図書館の蔵書数 |
| ---------------------- | ---------------------- | ---------------------- | ---------------------- | ---------------------- |
| 年度                   |                        |                        |                        | 点                     |
| 1980                   | 1980                   |                        | 62,454                 | 62,454                 |
| 1990                   | 1990                   |                        | 135,221                | 135,221                |
| 2000                   | 2000                   |                        | 235,002                | 235,002                |
| 2010                   | 2010                   |                        | 447,783                | 447,783                |
| 2015                   | 2015                   |                        | 485,430                | 485,430                |

| 多治見市図書館の貸出数 | 多治見市図書館の貸出数 | 多治見市図書館の貸出数 | 多治見市図書館の貸出数 | 多治見市図書館の貸出数 |
| ---------------------- | ---------------------- | ---------------------- | ---------------------- | ---------------------- |
| 年度                   |                        |                        |                        | 点                     |
| 1980                   | 1980                   |                        | 132,000                | 132,000                |
| 1990                   | 1990                   |                        | 206,269                | 206,269                |
| 2000                   | 2000                   |                        | 685,006                | 685,006                |
| 2010                   | 2010                   |                        | 763,830                | 763,830                |
| 2015                   | 2015                   |                        | 775,741                | 775,741                |

| 本館          | 多治見市図書館本館     | 豊岡町1-55 （まなびパークたじみ）       | 火曜から金曜は10時-20時 土日祝日は10時-18時      | 月曜日、 第3木曜日、 年末年始 |
| 分館          | 子ども情報センター     | 常盤町1番地                             | 火曜から金曜は10時-20時 土日祝日は10時-18時      | 月曜日、 第3木曜日、 年末年始 |
| 分館          | 多治見市図書館笠原分館 | 笠原町2081-1 （多治見市笠原中央公民館） | 10時-18時                                        | 月曜日、 第3木曜日、 年末年始 |
| 公民館 図書室 | 旭ヶ丘公民館図書室     | 旭ヶ丘8-29-99                           | 9時-18時 （返却のみ21時30分まで）                | 年末年始                      |
| 公民館 図書室 | 市之倉公民館図書室     | 市之倉町8-138                           | 9時-21時                                         | 年末年始                      |
| 公民館 図書室 | 小泉公民館図書室       | 小泉町8-80                              | 9時-18時 （返却のみ21時30分まで）                | 年末年始                      |
| 公民館 図書室 | 精華公民館図書室       | 上野町4-23-1                            | 9時-18時 （貸出は17時まで） （返却のみ21時まで） | 年末年始                      |
| 公民館 図書室 | 南姫公民館図書室       | 大針町283-1                             | 9時-21時30分                                     | 年末年始                      |
| 公民館 図書室 | 養正公民館図書室       | 陶元町135-3                             | 9時-21時30分                                     | 年末年始                      |
| 公民館 図書室 | 脇之島公民館図書室     | 脇之島町6-31-3                          | 9時-21時30分                                     | 年末年始                      |

## 歴史

### 岐阜県の図書館史
1923年（大正12年）に刊行された『岐阜県教育五十年史』によると、同年の岐阜県には公私立合わせて29の図書館があったが、土岐郡に図書館は存在せず、東濃全体でも蛭川村（現・中津川市）に蛭川村立済美図書館（現・中津川市立蛭川済美図書館）があるのみだった。明治・大正期に設立された図書館の多くはその後に姿を消している。第二次世界大戦前に設立されて現存している公共図書館は、蛭川村・高山市・大垣市の3自治体立と岐阜県立の図書館のみである。
1910年（明治43年）には蛭川村に蛭川村立済美図書館が開館しており、この図書館は現存する岐阜県の公立図書館としては最古の歴史を有する。1906年（明治39年）には私立の戦捷記念高山図書館が開館し、1943年（昭和18年）に高山市に移管されて高山市図書館となった。1911年（明治44年）には安八郡に大垣町教育委員会図書館が開館し、1918年（大正7年）に大垣町が市制施行したことで大垣市立図書館となった。1923年（大正12年）には私立岐阜簡易図書館が開館し、1954年（昭和29年）に岐阜市に移管されて岐阜市立図書館となった。

### 旧実践女学校時代(1946-1948)

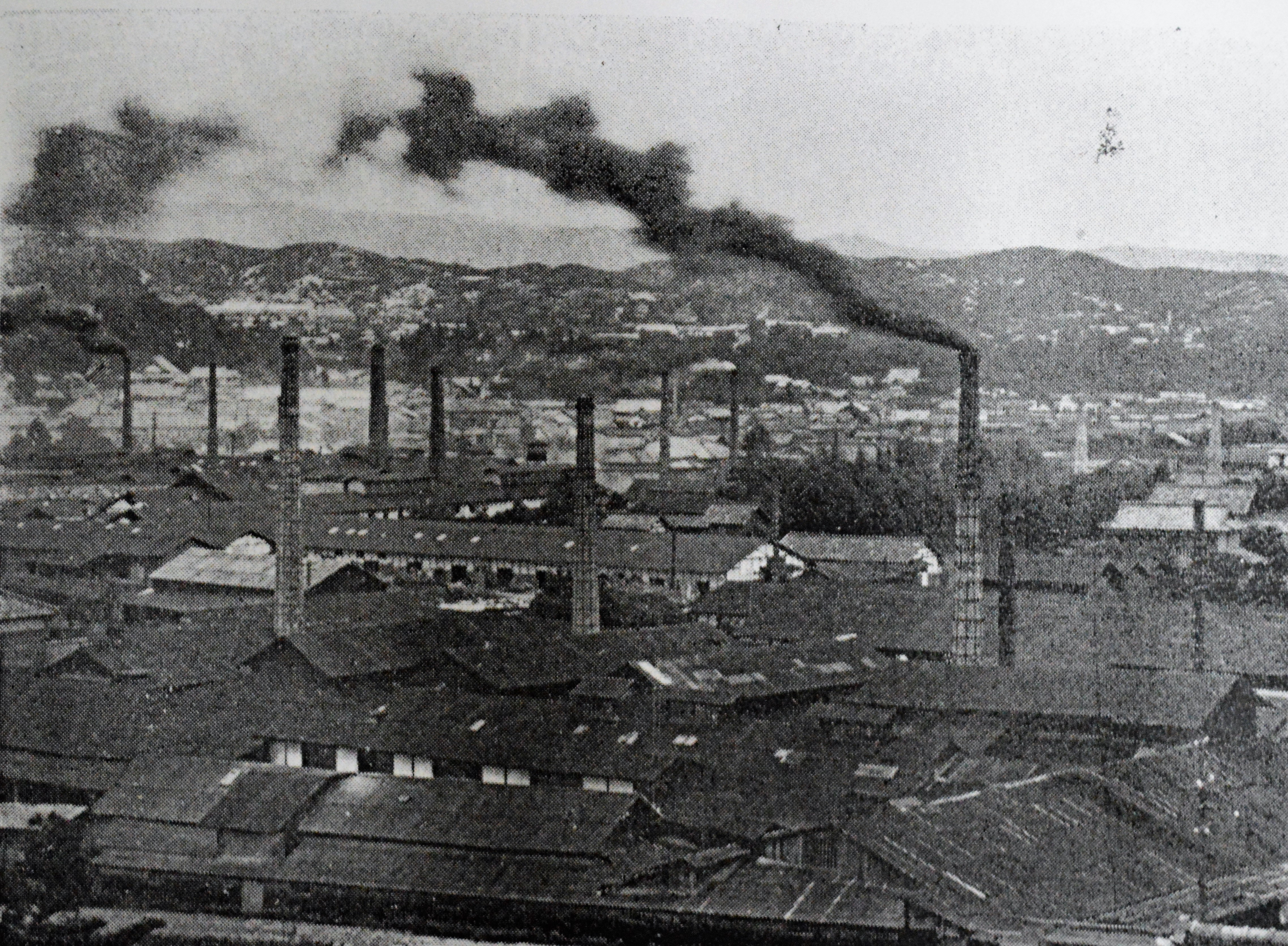
煙突が林立する多治見市の工場地帯

土岐郡多治見町は1940年（昭和15年）に市制施行して多治見市となった。岐阜県では岐阜市（1889年）と高山市（1936年）に次いで3番目の市制施行した自治体である。戦後の混乱が落ち着きを見せかけた1946年（昭和21年）初頭、市内在住の斎藤武が図書館の設立を提唱すると、有識者や教育関係者らが賛同の意思を示し、図書館設立委員会が設立された。斎藤らが中心となって市民に献本を呼び掛けると、約3,000冊の図書が集まり、さらに15,000円の寄付金も集まった。弁天町の多治見市立高等実践女学校の校舎の一部 を利用し、5月1日には多治見市図書館が開館した。この時期は館外貸出を行わず、館内での閲覧のみだった。開館から1946年末までの利用者数は6,150人であり、一日平均約30人という利用者数について『多治見市史』は「戦後の混乱期を考えれば決して少なくはなかった」と述べている。1948年度時点の岐阜県において、県立の図書館は岐阜県立岐阜図書館と岐阜公民読書室の2館、市立の図書館は大垣市立図書館・高山市立図書館・多治見市図書館のわずか3館だった。

### 消防会館時代(1948-1957)
| 岐阜県の図書館（1949年） | 岐阜県の図書館（1949年） | 岐阜県の図書館（1949年） | 岐阜県の図書館（1949年） |
| 分類                     | 館名                     | 蔵書数                   | 閲覧数                   |
| ------------------------ | ------------------------ | ------------------------ | ------------------------ |
| 県立                     | 岐阜県立図書館           | 24,745冊                 | 103人/日                 |
| 県立                     | 岐阜公民読書室           | 和書620冊 洋書1451冊     | 65人/日                  |
| 市立                     | 大垣市立図書館           | 12,945冊                 | 137人/日                 |
| 市立                     | 多治見市図書館           | 3,100冊                  | 61人/日                  |
| 市立                     | 高山市図書館             | 4,281冊                  | 61人/日                  |
| 私立                     | 私立岐阜簡易図書館       | 13,640冊                 | 96人/日                  |

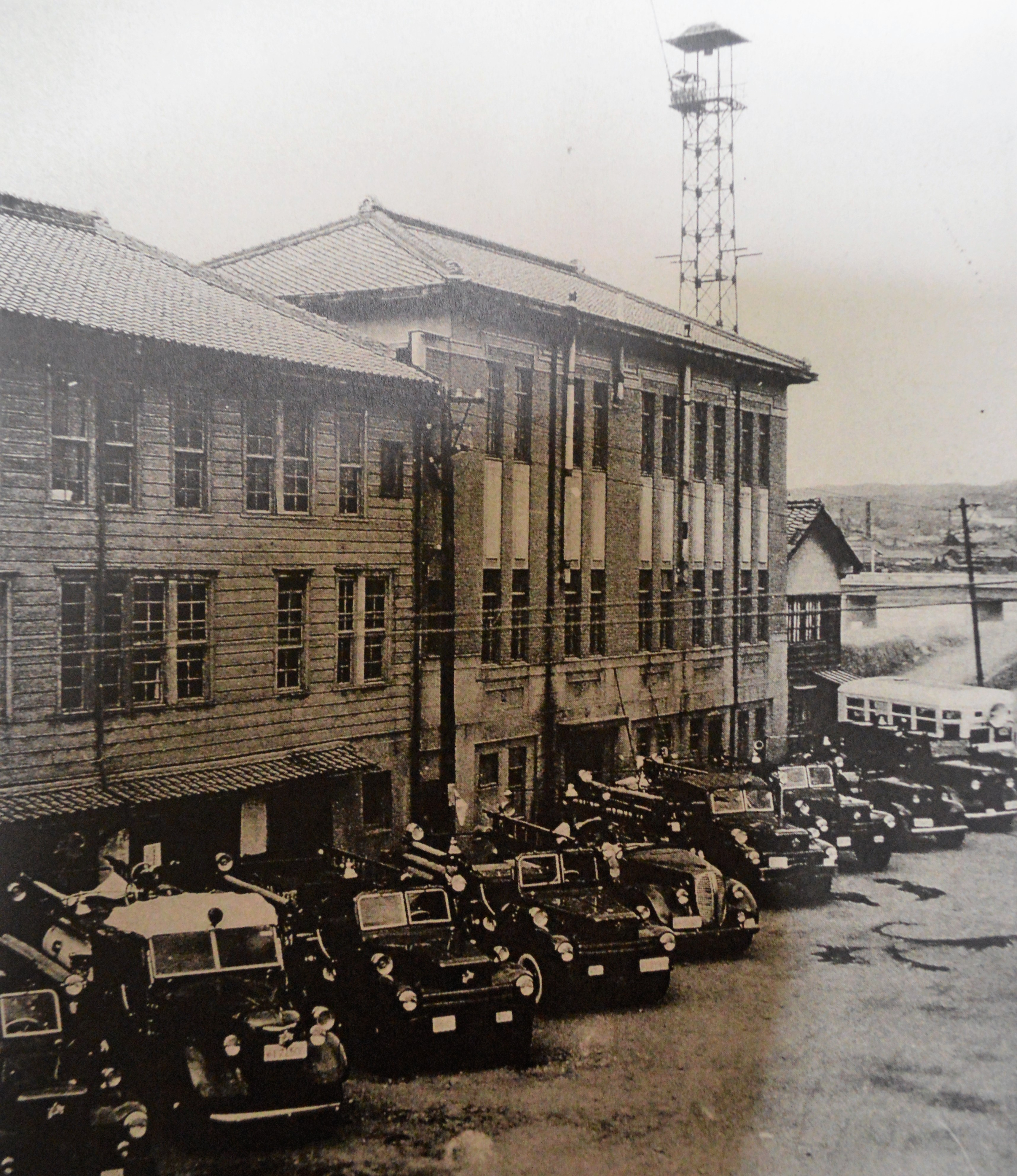
多治見市図書館があった多治見市消防会館（昭和20年代）

戦前から存在した私立愛児幼稚園は1947年（昭和22年）に多治見市に移管された。1947年3月には多治見市図書館の建物が多治見市立愛児幼稚園の園舎に充てられることとなり、図書館は4月から翌年までやむなく休館している。旧実践女学校で開館していた1年ばかりの間に図書館の重要性は認知されており、再開を望む声が多かった。1948年（昭和23年）7月、土岐川南岸の青木町に新築された多治見市消防会館の3階に図書館が設置され、1年4か月ぶりに開館した。
消防会館時代の図書館は定員60人の閲覧室が2室（計29坪）あり、閲覧室に加えて計7坪の書庫と事務室があった。職員は館長1人と事務員2人の計3人だった。1950年（昭和25年）7月15日時点の蔵書数は一般書が2789冊、雑誌が31種類、米国図書及び雑誌が914冊だった。米国雑誌は岐阜民事部によって提供されたものである。1946年の開館以後には図書を購入したり寄贈を受けたりしているが、時代にふさわしくないものや破損が酷いものを整理した結果として、蔵書数は減少した。
図書館法が制定された1950年時点で、岐阜県の公共図書館は多治見市図書館を含めて8館だった。多治見以外には、岐阜県立図書館、岐阜県公民読書室（後に岐阜県立図書館に吸収される）、大垣市立図書館、高山市立図書館、竹鼻町立図書館（現・羽島市立図書館）、蛭川村立済美図書館（現・中津川市立図書館）、私立財団法人岐阜簡易図書館（現・岐阜市立図書館）があった。1951年（昭和26年）10月には成人を対象に館外貸出を開始した。1952年（昭和27年）の『岐阜県の教育』によると、多治見市図書館の職員数は3人（うち司書補1）であり、蔵書数は3,988冊、1日平均利用者数は67人だった。図書館費は496,200円であり、うち図書購入費は264,300円だった。

### 旧多治見幼稚園舎時代(1957-1977)

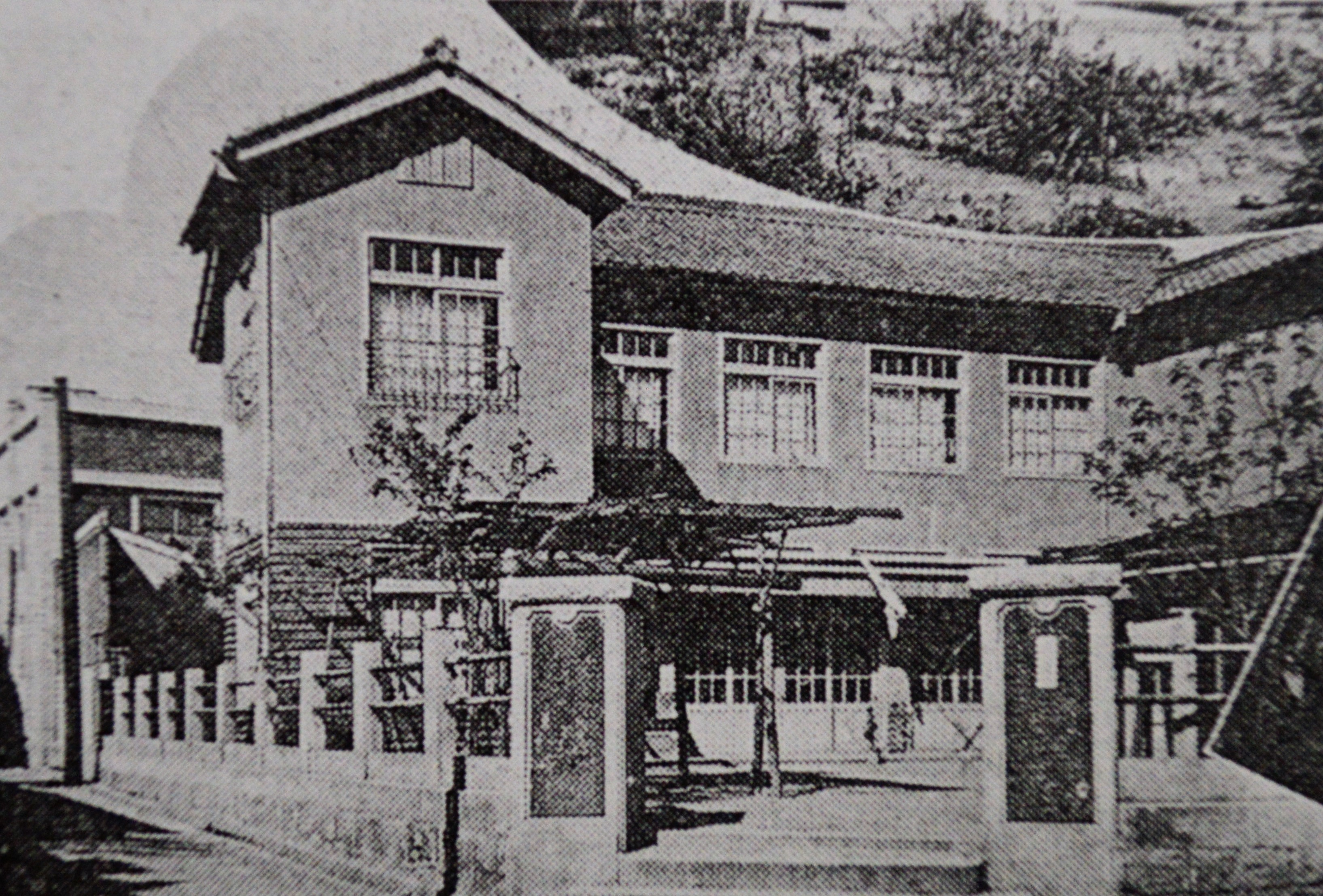
1931年竣工の多治見幼稚園

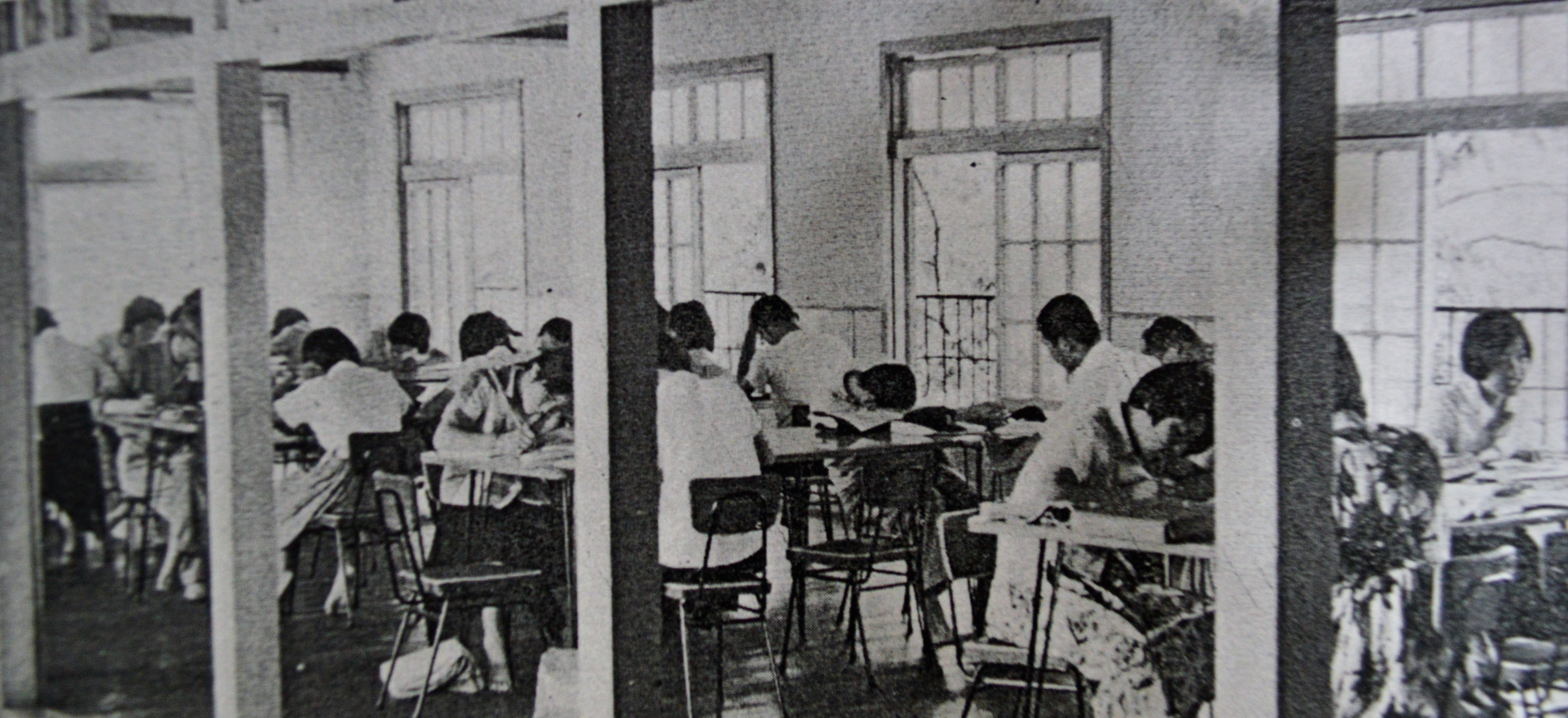
旧多治見幼稚園舎時代の図書館（1960年）

1957年（昭和32年）12月には常磐町の多治見市立多治見幼稚園の建物の2階に移転し、1958年（昭和33年）8月の改築を経て建物全体が図書館に充てられた。読書同好会などを開催して読書の普及活動に努め、また岐阜県立図書館の巡回レコードコンサートの会場にもなった。
1960年（昭和35年）時点の岐阜県にあった図書館は、岐阜市立図書館、大垣市立図書館、高山市立図書館、多治見市図書館、羽島市立図書館、蛭川村立済美図書館、関ヶ原町立図書館、中津川市立図書館、神岡町立図書館（現・飛騨市神岡図書館）の9館（8.8%）であり、図書館設置率では全国平均（17.3%）を下回っていた。1966年（昭和41年）には小中学生にも館外貸出を認めたことで、貸出冊数が大きく伸びている。
1972年（昭和47年）から1980年（昭和55年）の夏休み期間中には、廿原・三の倉・諏訪町の児童を対象として緑陰図書館が開かれた。1975年（昭和50年）からは児童向けの「お話の会」が行われている。1973年（昭和48年）9月時点の図書館登録率は4.1%であり、この数字は決して高いとはいえなかった。1976年（昭和51年）に刊行された『岐阜県公共図書館の現状と将来 図書館白書 1976』によると、この時点で図書館が設置されていた岐阜県の自治体は15自治体にとどまっている。東濃では多治見市図書館と中津川市立図書館と瑞浪市民図書館と土岐市図書館の4館があった。

### 旧市民病院舎時代(1977-1997)

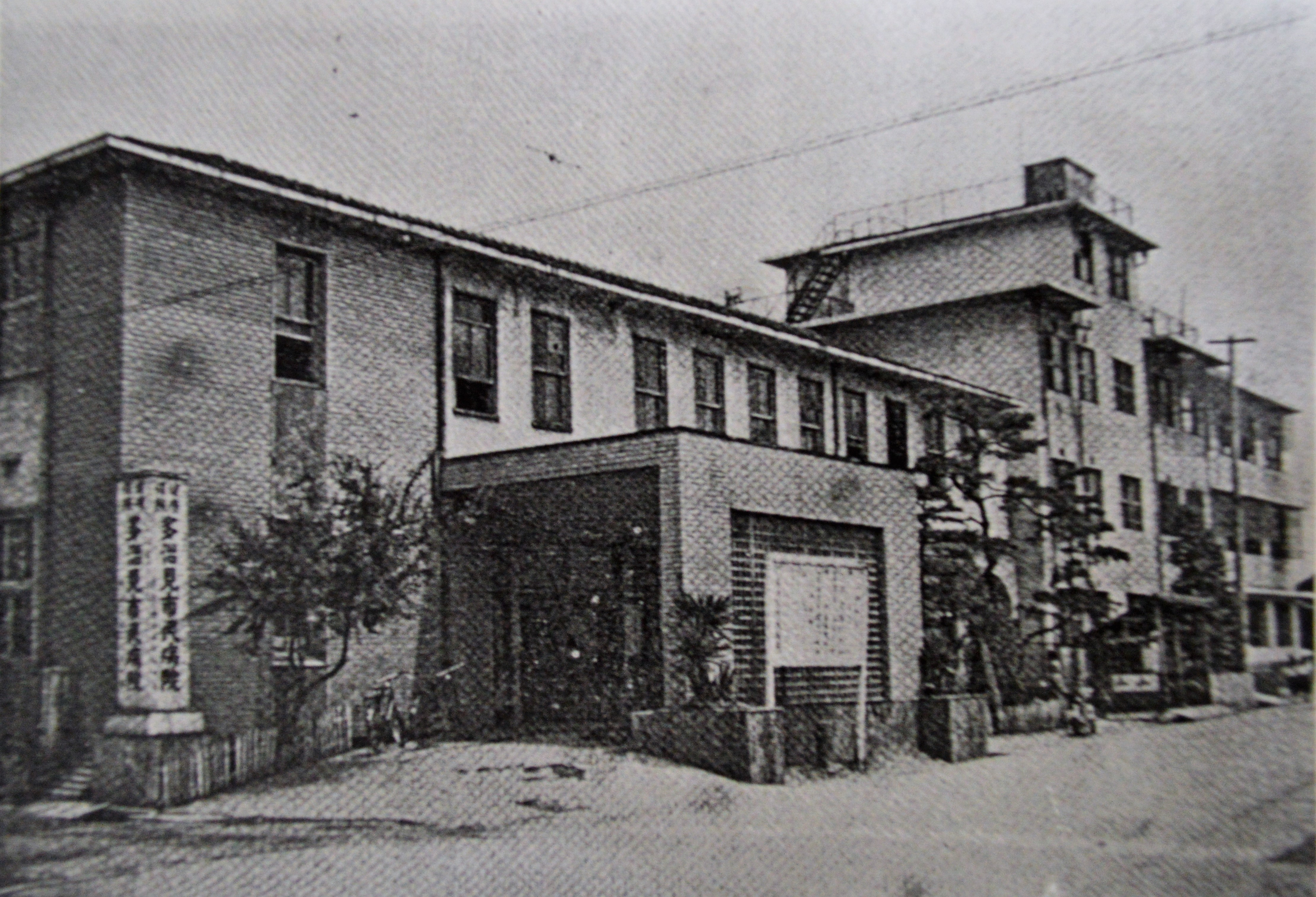
1977年から使用された建物（旧多治見市民病院）

1972年頃には市民の間でより充実した図書館を求める声が高まった。1974年（昭和49年）に豊岡町から前畑町に移転した多治見市民病院の建物を改築して、1977年（昭和52年）に多治見市図書館と社会教育センターが入った。特許閲覧室が新設されたほか、「子どもと読書」講演会を開催するなど多彩な事業を行っている。
国鉄多治見駅に近い立地の良さから利用者が大幅に増加し、1978年度には貸出数が10万冊を超えた。しかし、かつて病院だった建物ということで、図書館らしくない雰囲気が漂っていた。さらには、4階建にもかかわらずエレベーターは設置されていなかった。1986年度（昭和61年度）末の蔵書数は103,301冊、1986年度の貸出数は212,754冊である。1988年（昭和63年）には、1977年まで使用していた常磐町の図書館跡地に多治見市図書館分館が開館した。
バブル時代の1991年（平成3年）に策定された第4次多治見市総合開発計画には大規模な生涯学習センターの建設が盛り込まれ、1993年（平成5年）には現在地への図書館と社会教育センターの複合施設の建設が決定された。1994年（平成6年）10月には図書館が昭和町の仮設館に移転し、同年12月に開館した仮設館は1996年（平成8年）12月まで使用されている。仮設館では文学（9類）以外の図書を原則として貸し出さず、貸出冊数は本来の10冊から3冊に制限した。これらのために利用者は分館に流れ、全体の貸出数は前年から減少した。
1993年度の図書購入費は2024万9008円（決算額）、1994年度の図書購入費は2475万4053円（決算額）だったが、1995年度は約2倍となる4551万円（当初予算額）を充てて新館の蔵書の充実に努めている。1994年度の貸出冊数は1人あたり1.62点（全国平均は2.6点）、1994年度の資料費は1人あたり231.05円（全国平均は257円）、1994年度末の蔵書数は1人あたり1.74冊（全国平均は1.59冊）だった。1995年時点の図書館登録率は10.9%であり、中津川市立図書館の26.1%、瑞浪市立図書館の37.2%などを大きく下回っていた。

### まなびパークたじみ時代(1997-)

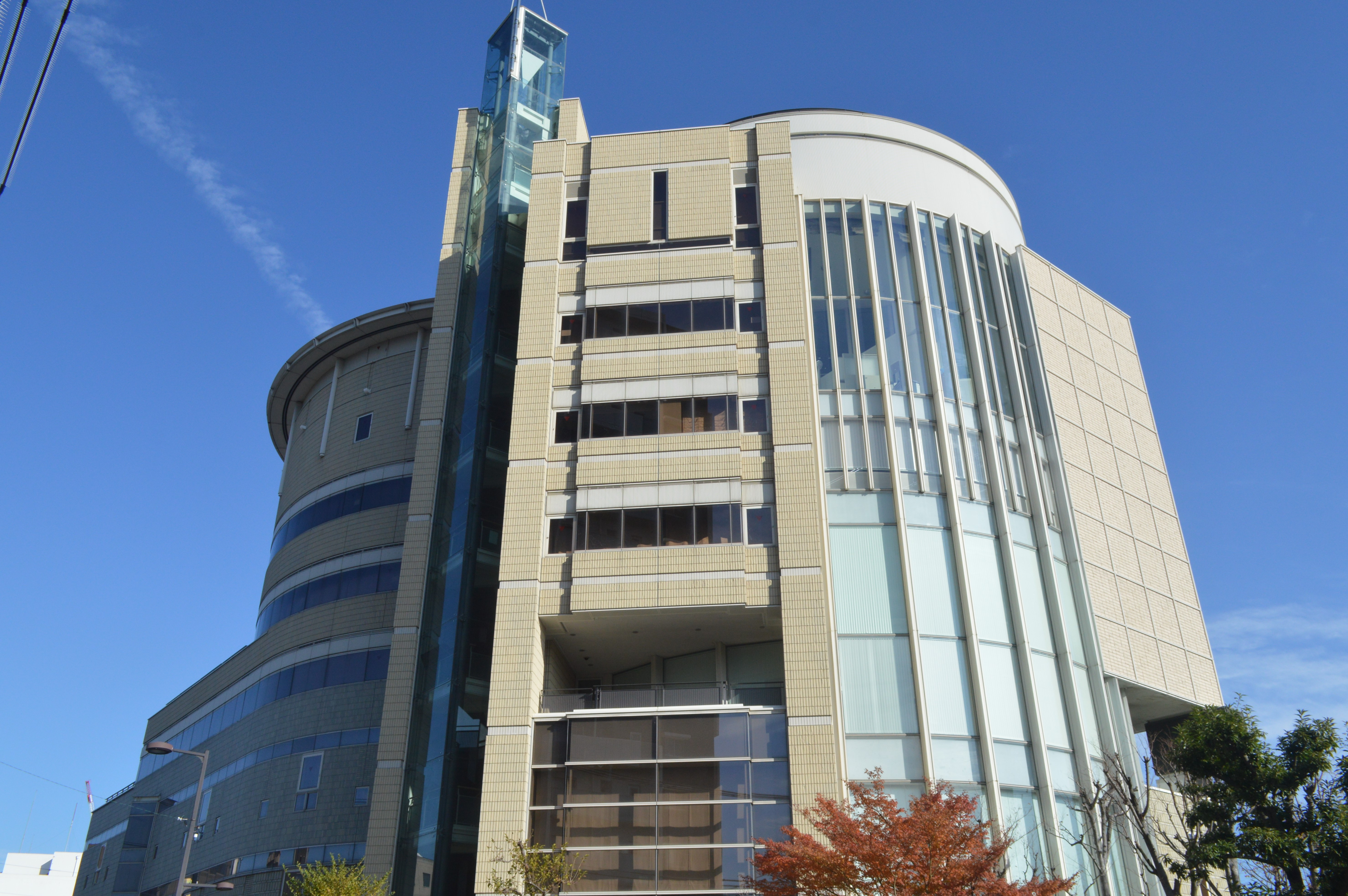
まなびパークたじみ

1995年（平成7年）1月には旧館跡地に複合施設の建設が開始され、1997年（平成9年）1月には複合施設「まなびパークたじみ」が竣工。移転作業を経て、4月1日に新館が開館した。東濃地方の図書館で電算化されていなかったのは多治見市図書館と中津川市立図書館のみだったが、新館開館を機に電算化も行っている。1997年度の利用登録者数は19,390人であり、旧館時代（1993年度）の3倍以上となった。1997年度の貸出冊数は614,872冊であり、旧館時代（1993年度）の177,242冊の3.5倍となった。1997年度の貸出利用者数は152,163人であり、旧館時代（1993年度）の4.6倍となった。貸出冊数は岐阜県の市町村立図書館としては最多であり、岐阜県立図書館を含めても岐阜県で第2位だった。
1998年（平成10年）には市内のユニー多治見駅前店が、回収した不要レシートの1%分の金額で図書を購入して多治見市立図書館に寄贈するキャンペーンを行った。2002年（平成14年）6月にはウェブサイトを開設し、自宅からの蔵書検索を可能とした。2003年（平成15年）には多治見市保健センターで行う4か月検診の際に絵本を贈るブックスタート事業を開始した。2005年（平成17年）7月には分館に多治見市こども情報センターを開設した。

#### 指定管理者制度導入後(2006-)
2006年（平成18年）1月には多治見市と土岐郡笠原町が合併したことで、笠原町中央公民館図書室が多治見市図書館笠原分館に改称された。同年4月には本館とこども情報センターに指定管理者制度が導入され、財団法人多治見市文化振興事業団が受託者となった。2007年（平成19年）4月にはこども情報センターがリニューアル開館した。2008年（平成20年）4月には笠原分館にも指定管理者制度が導入され、本館同様に財団法人多治見市文化振興事業団が受託している。
2009年（平成21年）2月には笠原分館に蔵書検索システム(OPAC)が導入された。2009年度（平成21年度）には子どもの読書活動優秀実践図書館として文部科学大臣表彰を受けた。ブックスタート事業、おすすめ絵本の紹介、分館での中高生向け図書の所蔵、よみきかせ事業などが評価された。2011年（平成23年）4月には本館・こども情報センター・笠原分館の指定管理者の更新時期を迎え、再び公益財団法人多治見市文化振興事業団が受託した。同時に利用者カードをリライト式に変更している。
2012年（平成24年）11月にはカーリルタッチサービスを開始し、図書の検索時に館内のどの場所にあるか画面に表示される機能が加わった。2015年（平成27年）9月には多治見市に本社を置くヤマカ興産がネーミングライツを取得し、まなびパークたじみの命名権名称がヤマカまなびパークとなった。10月には1階のカフェ「ママズプラス」を運営するNPO法人ママズカフェと連携して、「ママズプラス」に司書が本を紹介するコーナーを設置した。
2015年11月にパシフィコ横浜で開催された図書館総合展では、長年に渡って地道に収集してきた陶磁器資料コレクションが高く評価され、NPO法人知的資源イニシアティブが主催するLibrary of the Yearの大賞を受賞した。2016年（平成28年）4月には本館・こども情報センター・笠原分館の指定管理者の更新時期を迎え、みたび公益財団法人多治見市文化振興事業団が受託した。2016年（平成28年）1月にはヤマカグループ代表の加藤智子から1,000万円の個人寄付を受け、2017年（平成29年）2月には絵本などの「やさしすと文庫」の設置、おはなしのへやのリニューアルなどを行った。

## 各館

### 本館
| 本館 | 本館                 | 本館                                                 |
| ---- | -------------------- | ---------------------------------------------------- |
| 1階  | サンルーム           | AV資料                                               |
| 2階  | 開架閲覧室           | 児童図書、一般図書（家政学・文学）                   |
| 3階  | 開架閲覧室           | 一般図書、地域資料、参考図書、陶磁器関連資料、AV資料 |
| 3階  | ブラウジングコーナー | 雑誌104誌、新聞18紙、官広報                          |
| 4階  | 学習コーナー         | 学習席64席                                           |
| 4階  | 郷土資料室           | 地域資料                                             |

本館の2階には、絵本などの児童書、小説やエッセイなどの文学、料理や手芸などの家庭生活に関する図書が置かれている。3階には、実用書、地域資料、CD・DVD、ビデオ、新聞・雑誌などが置かれている。4階には郷土資料室と学習コーナーがある。
館内には公衆無線LAN(Wi-Fi)が設置されている。各階には図書の持ち運び用カートやセルフかごを配備している。点字によるトイレ表示やトイレの案内板を設置しており、各階にファミリートイレを設置している。2階には子ども向けスペース・授乳スペース・ベビーベッド・おむつ交換シートがあり、子ども向けセルフかごを配備している。多治見市図書館の貸出点数は10点まで（AV資料は2点まで）、貸出期間は2週間である。

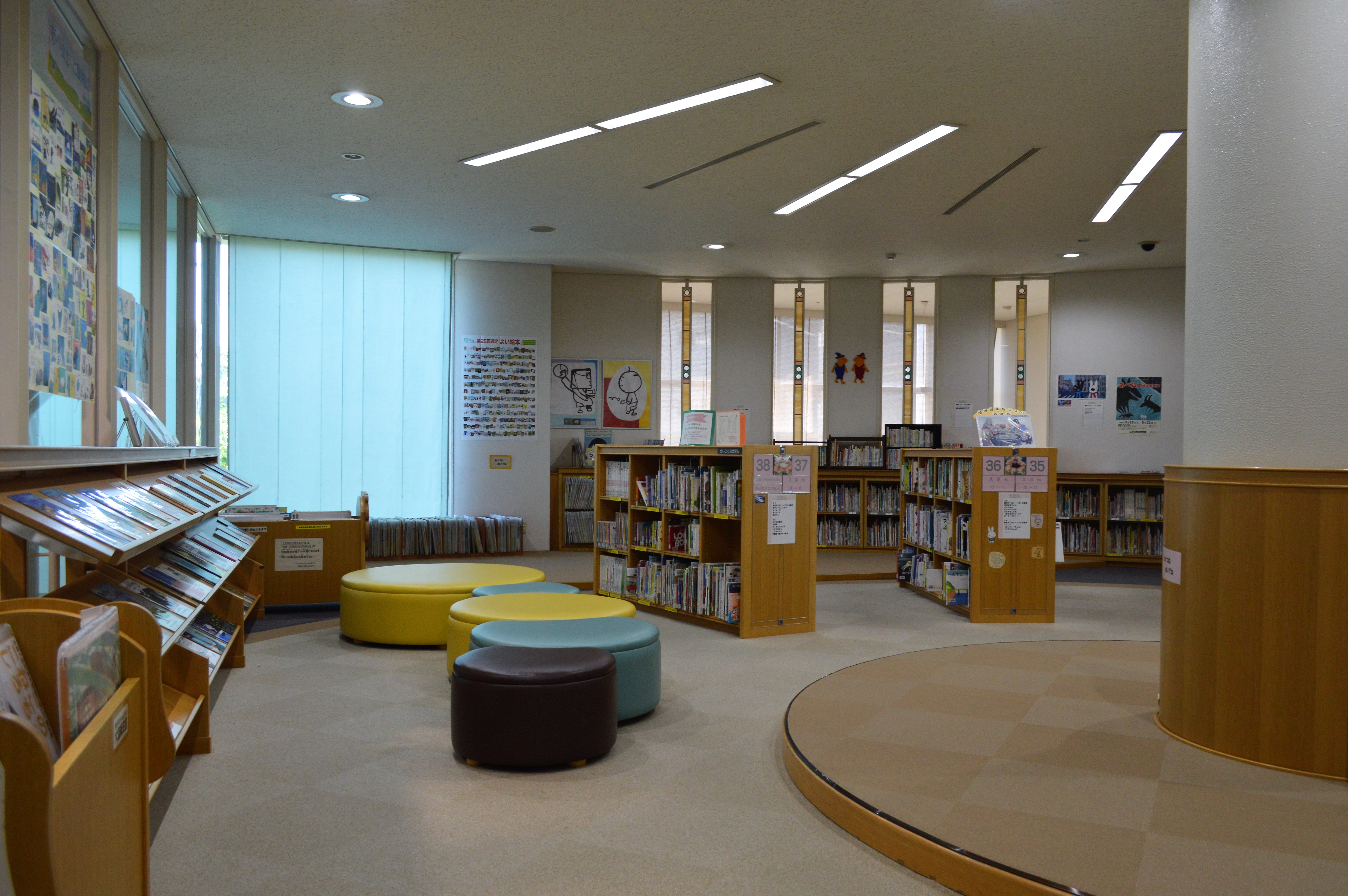
2階の児童書エリア
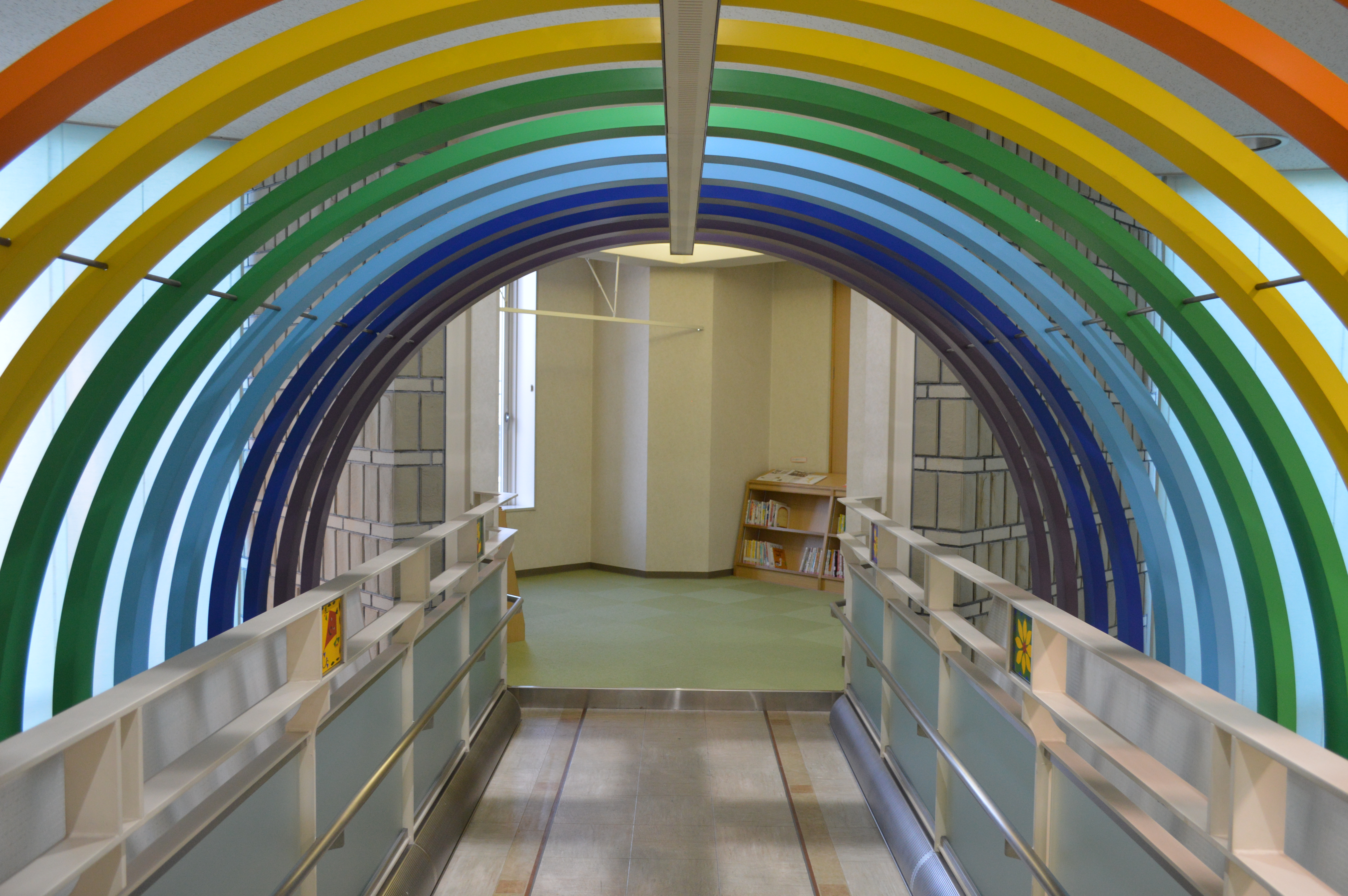
2階のおはなしのへや
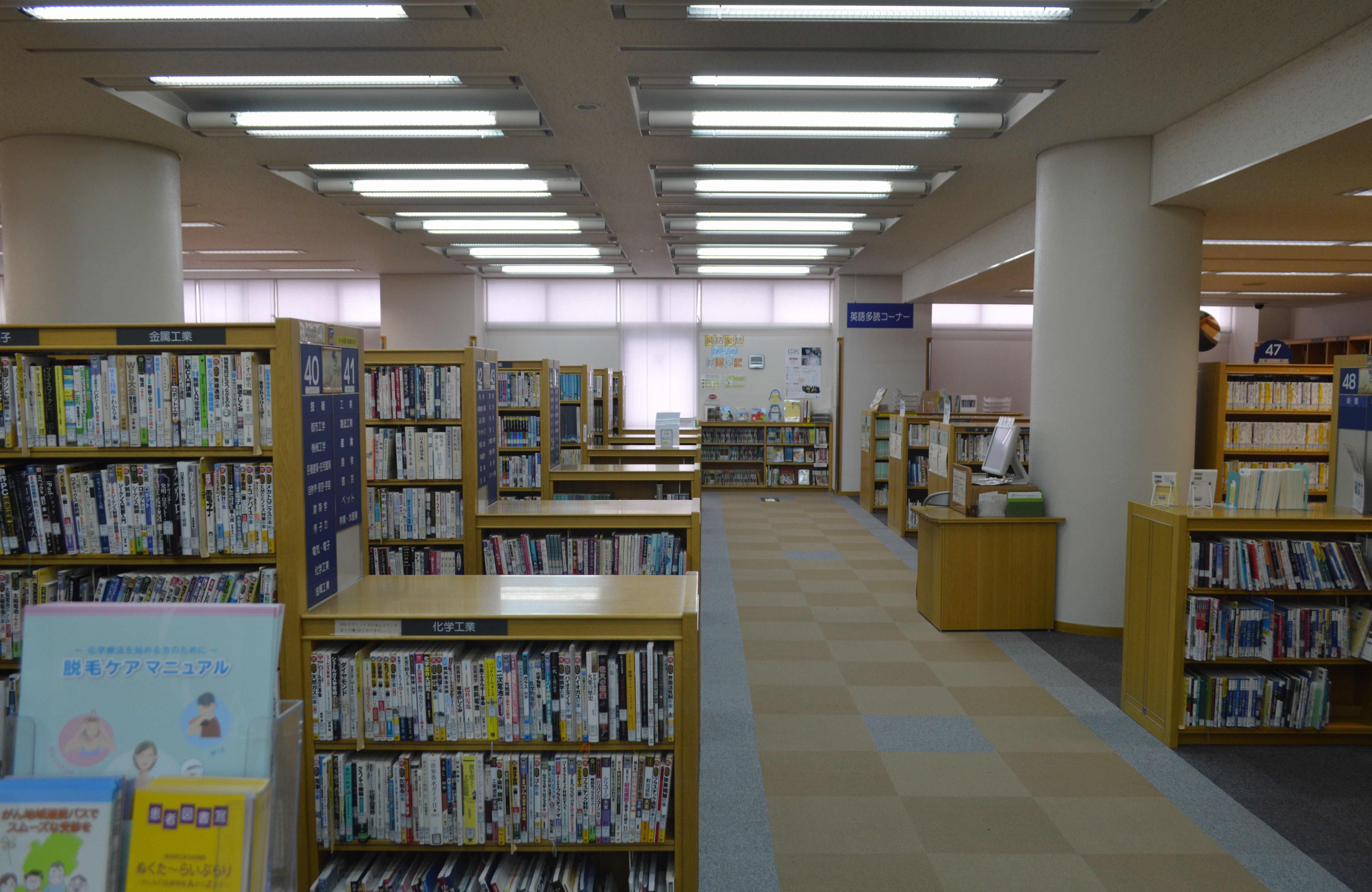
3階の一般書エリア
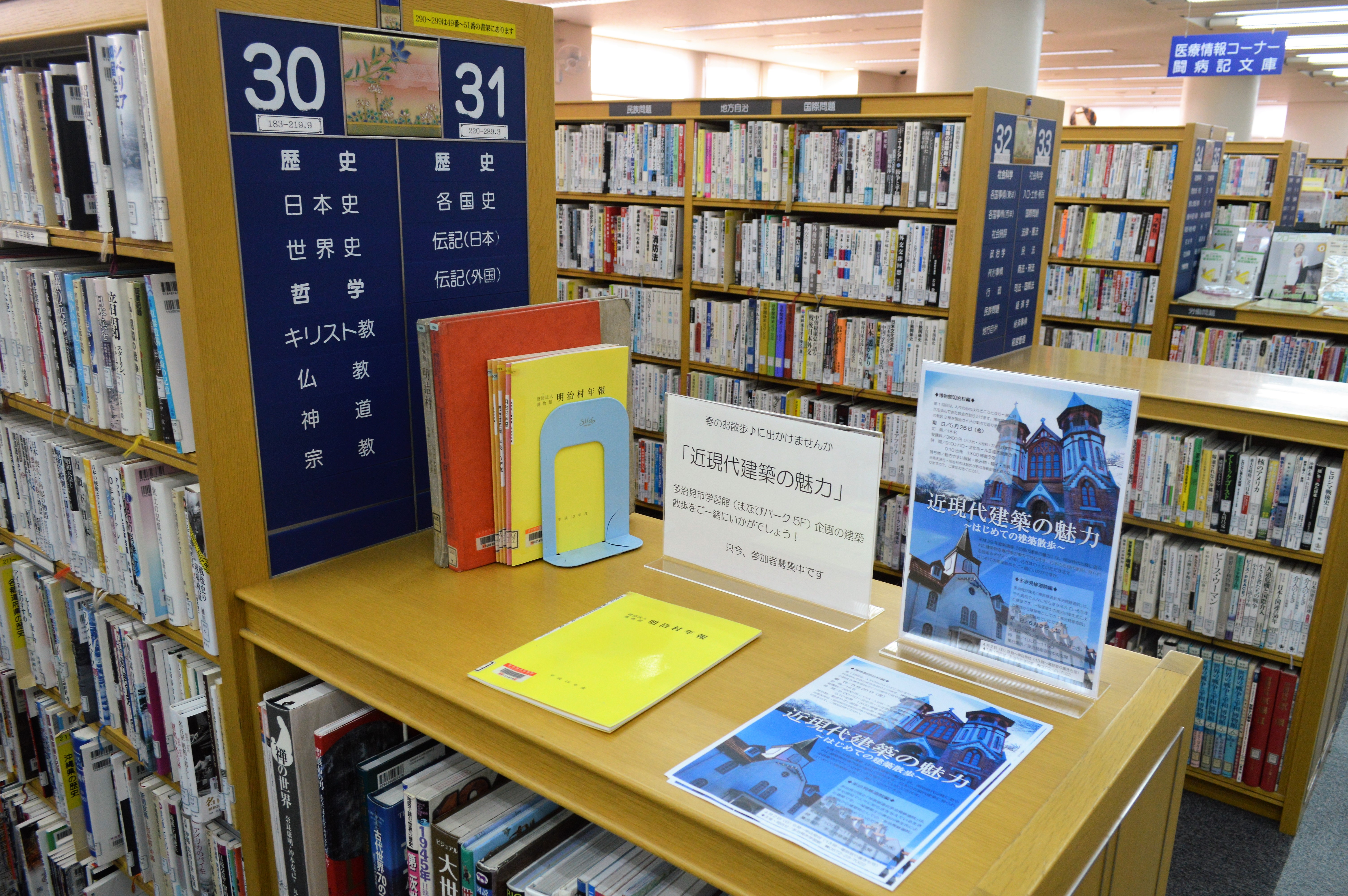
3階の一般書エリア
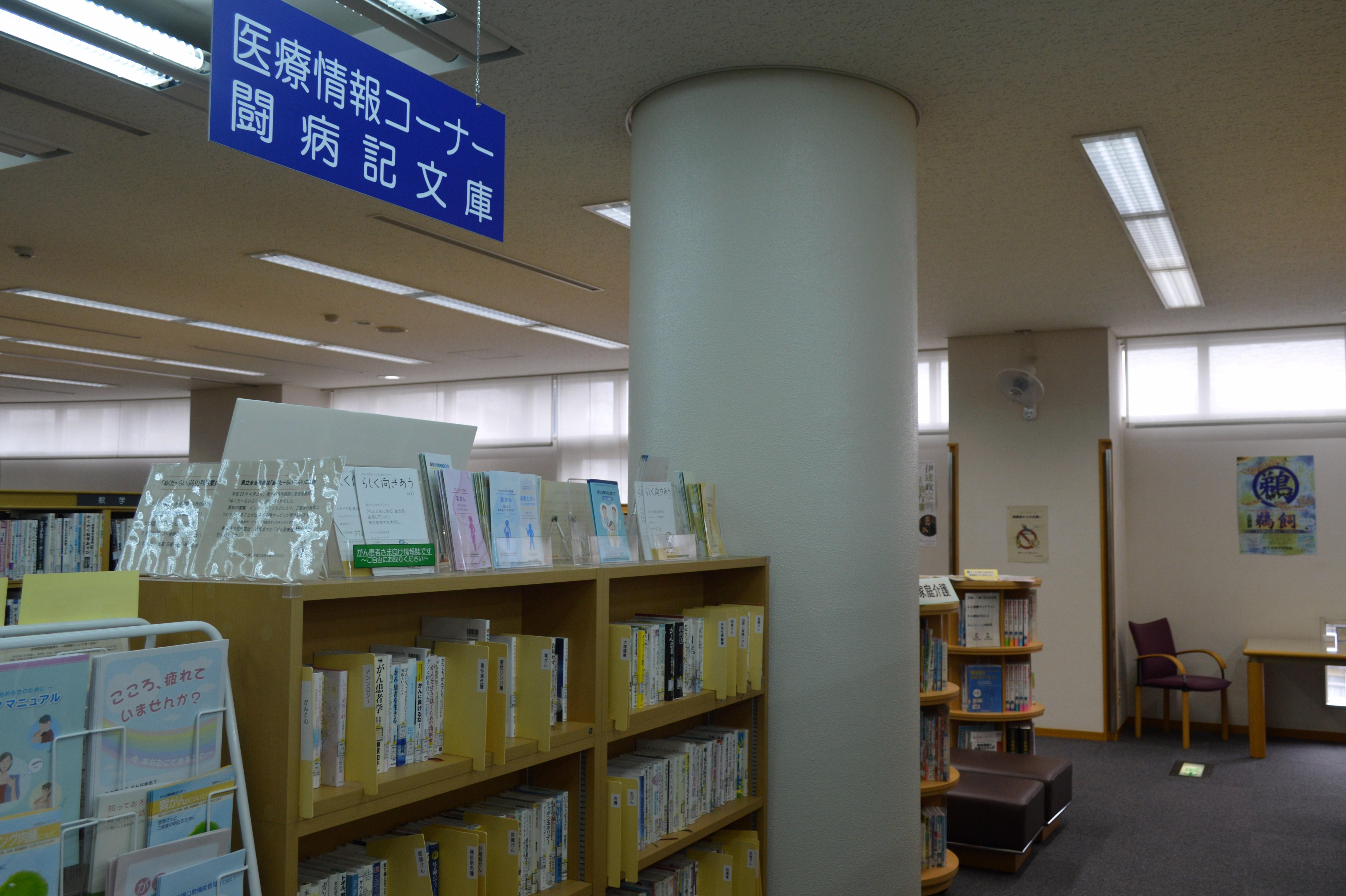
3階の医療情報コーナー

### 子ども情報センター

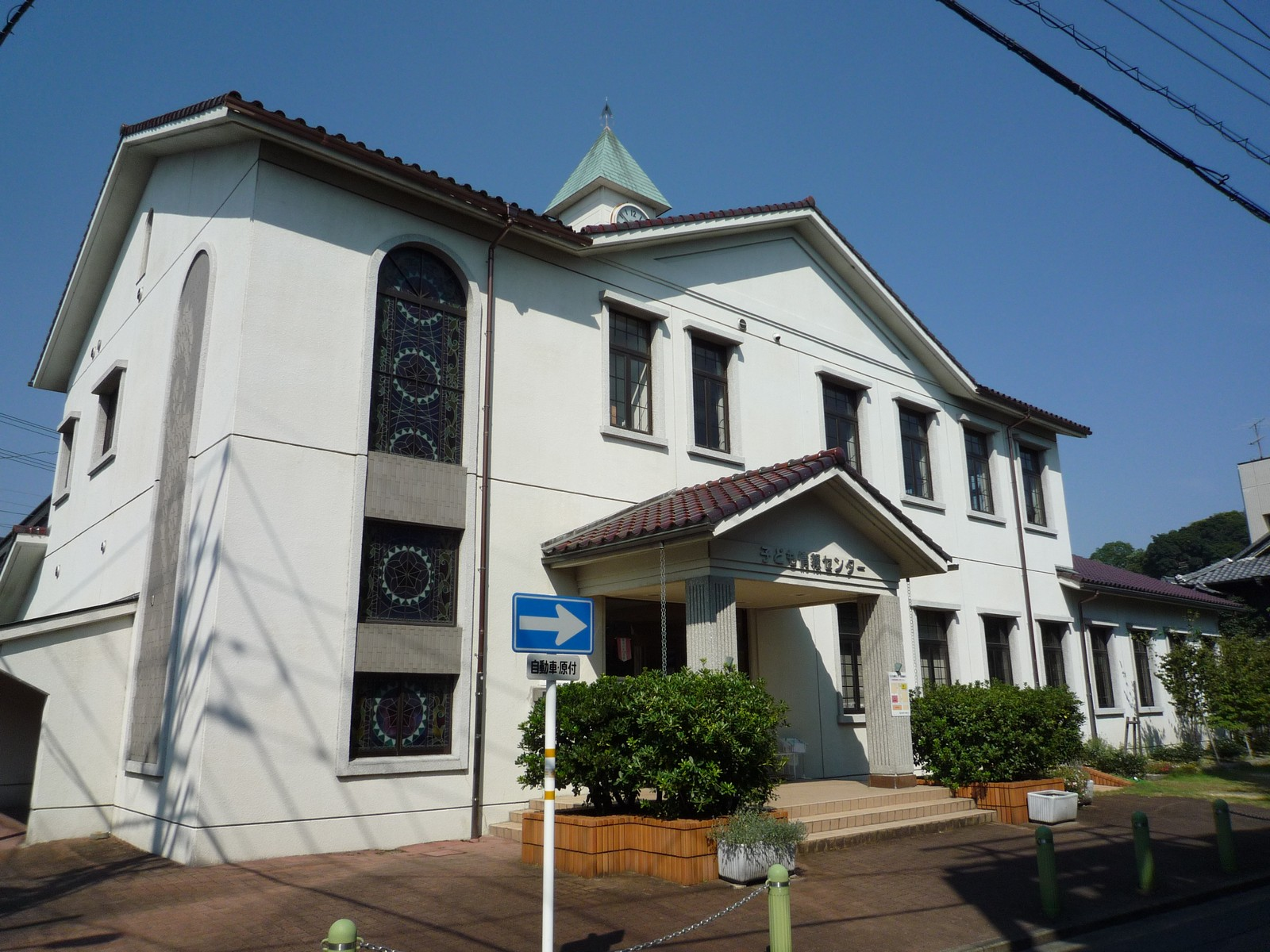
子ども情報センター

1988年（昭和63年）4月9日には、11年前まで本館として使用していた常磐町の図書館跡地に多治見市図書館分館が開館した。開館当初より絵本・児童書が充実しており、現在では約15,000冊の児童書を所蔵している。2005年7月10日には多治見市子ども情報センター機能を兼ね備えた施設にリニューアルオープンした。子ども情報センターでは悩み相談や情報提供を行っている。リニューアル時にはインターネット用パソコンが設置され、ミーティング・作業コーナーが新設された。多治見市図書館は子育て支援に力を入れており、本館だけでなく子ども情報センターでも保護者向けの講座や講演会を開催している。
毎月第3木曜日（館内整理日）は子ども情報センター図書室の休館日扱いであるが、子ども情報センター自体は開館しており、図書の貸出はできないものの館内での閲覧は可能である。2015年度末時点の蔵書数は21,346冊、2015年度の貸出数は54,740点。1階は開架閲覧室であり、児童図書や一般図書のほかに、雑誌13誌、新聞6紙が閲覧できる。2階は研修室であり、30席の閲覧席がある。

### 笠原分館

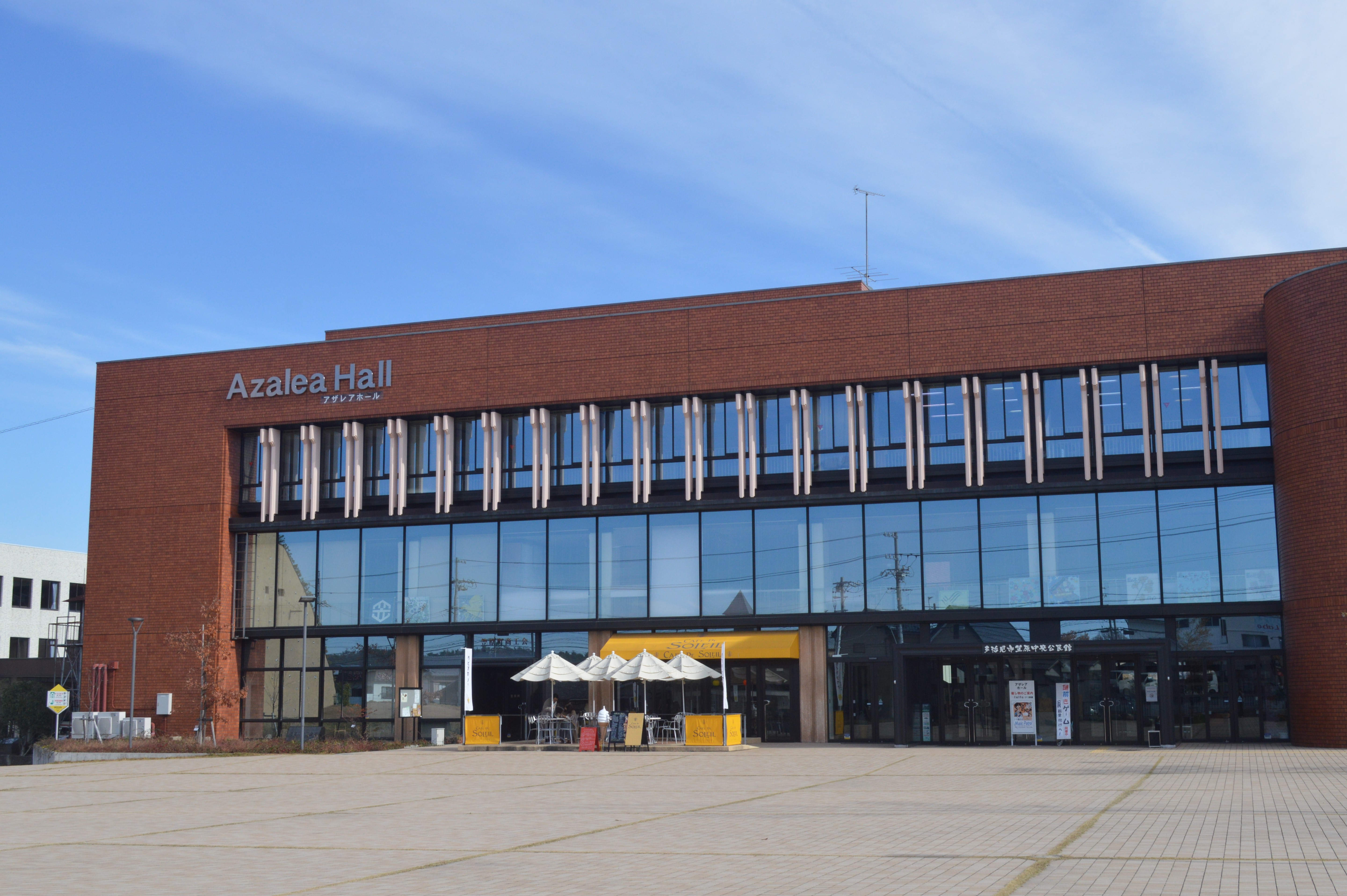
笠原分館がある多治見市笠原中央公民館

多治見市に隣接する土岐郡笠原町では、昭和40年代頃に移動図書館「こだま号」の運行が開始された。笠原町役場と同一敷地内にあった社会教育センターの跡地に笠原町中央公民館が建設され、1984年（昭和59年）11月2日に笠原町中央公民館図書室が開館。笠原町中央公民館はホールなどを有する文化拠点であった。2006年（平成18年）1月23日には笠原町が多治見市に編入され、笠原町中央公民館図書室は多治見市図書館笠原分館に改称した。
多治見市笠原中央公民館の2階が笠原分館に充てられており、児童図書や一般図書のほかに、2015年時点で雑誌21誌や新聞5紙が閲覧できる。2015年度末の蔵書数は42,415冊、2015年度の貸出数は55,346点。

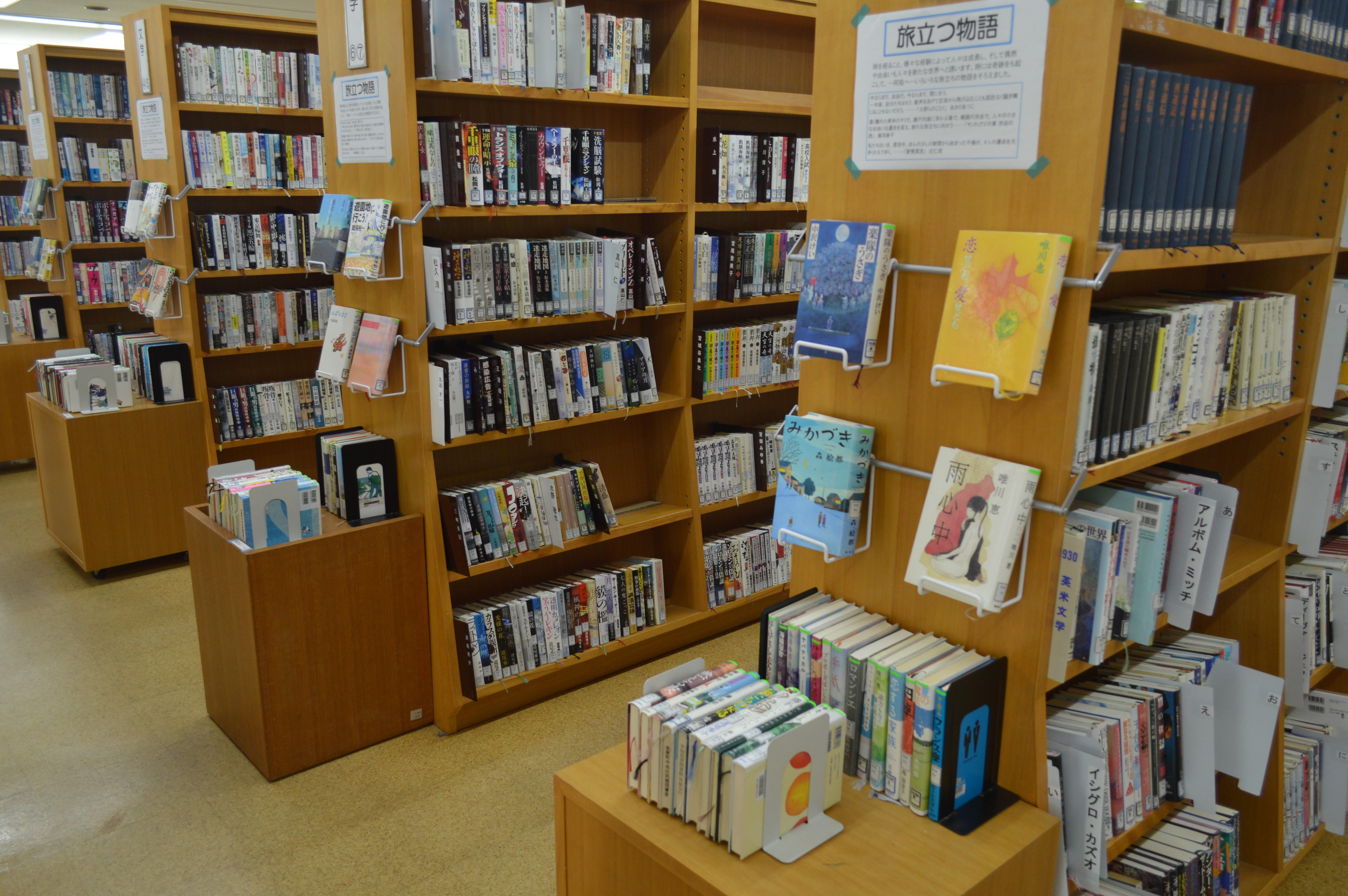
笠原分館の書架
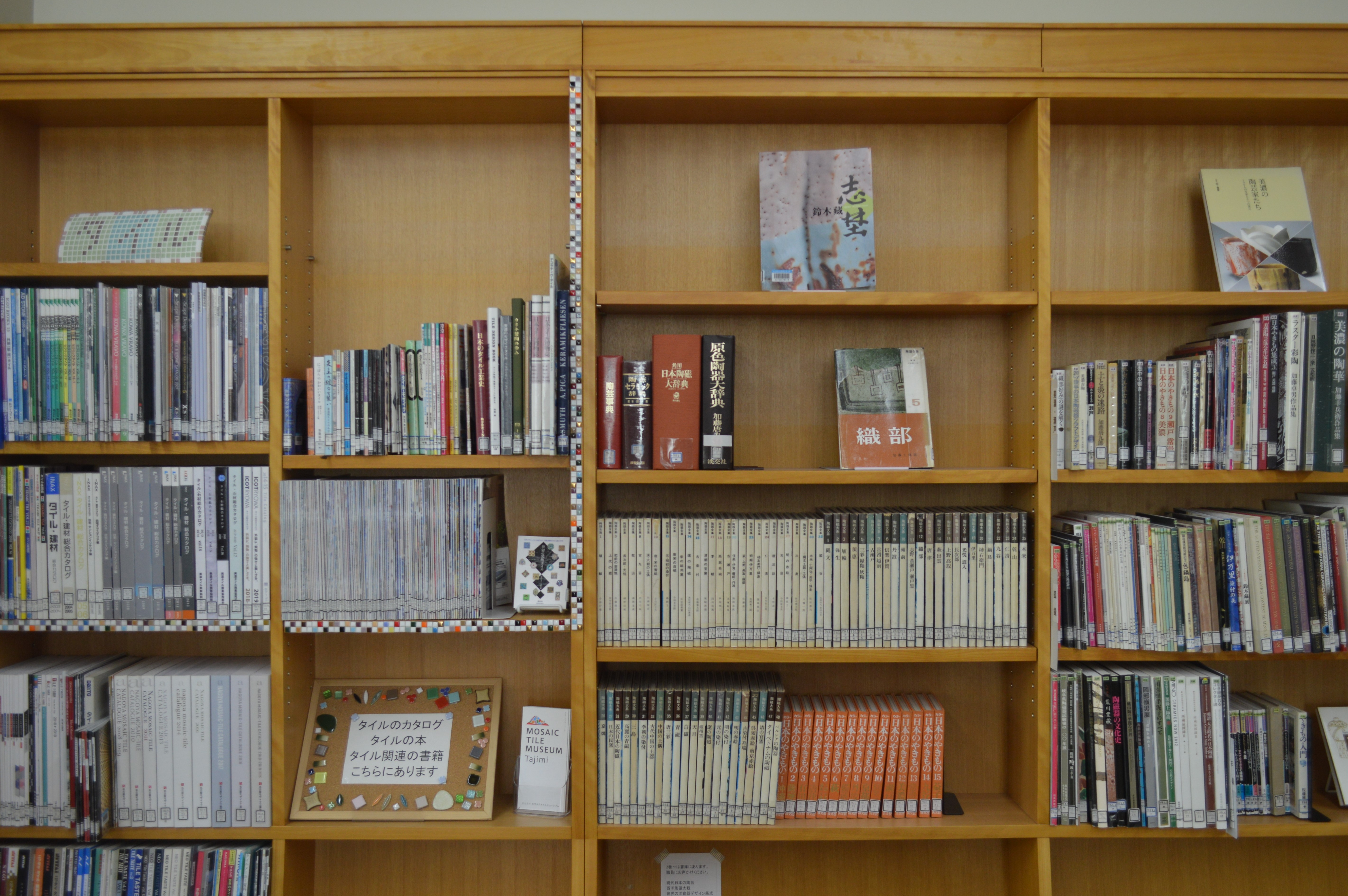
笠原分館のタイル資料

### 公民館図書室
多治見市では図書館の利用者カードと公民館の図書利用カードの2種類があり、公民館図書室の図書を館外貸出する際には公民館の図書利用カードが必要となる。公民館の開館時間はいずれも9時から21時30分であるが、図書室の開館時間は公民館によって異なる。貸出冊数は旭ヶ丘公民館と脇之島公民館が10冊までであり、その他の公民館は5冊までである。貸出期間は全ての公民館で2週間である。
図書館の資料を公民館で取り寄せることができるが、取り寄せには図書館の利用者カードが必要となる。取り寄せ可能冊数は3冊で、貸出期間は2週間。AV資料の取り寄せはできない。返却は取り寄せた公民館で行い、図書館で返却することはできない。また、図書館で借りた資料を公民館で返却することもできない。

## 移動図書館
1951年（昭和26年）12月には事業所を対象とした貸出文庫を開始している。1962年（昭和37年）にはスクールバスの遊休時間を使用した巡回文庫「婦人学級文庫」を運行し、図書館の存在が多治見市民に認知されるようになった。この巡回文庫は貸出文庫を発展させたものであり、岐阜県では初の試みだった。翌年の1963年（昭和38年）には岐阜県立図書館から移動図書館専用車を譲り受け、スクールバスから専用車に切り替えている。
1968年（昭和43年）には移動図書館車を購入して車両を置き換え、540冊を積載して市内数か所のステーションを巡回した。1980年（昭和55年）には2,000冊を積載する車両を購入し、「ききょう号」と名付けて既存車両を更新している。1990年（平成2年）には2,500冊を積載する車両に更新した。2000年（平成12年）3月末には移動図書館サービスを廃止した。

## 特色

### 郷土資料
郷土の古文書などの歴史資料の保存と利用のために、4階には郷土資料室を設置している。中日新聞岐阜県内版を1944年（昭和19年）分から永年保存している。郷土史に関するレファレンスへの対応も郷土資料室で行っている。多治見市図書館は2008年度（平成20年度）から西浦家文書の調査を行っており、地元の専門家らによる調査を実施している。
地元の高齢者や陶磁器製造販売関係者に対して、昔の暮らしや陶磁器産業などについて聞き取り調査を行っている。1975年（昭和50年）頃には多治見市が石造物調査を行ったが、その補足調査を行っている。多治見市文化財保護センターと共同で自社の棟札調査を行っている。文化財保護センターと共同では市内にある長福寺の軸物の調査も行っている。博物館・資料館・研究者・メディアなどに対する資料の貸出や提供なども行っており、また古文書などの解読調査や共同調査を行うこともある。
1976年（昭和51年）から1987年（昭和62年）に刊行された『多治見市史』の編纂時に収集した、明治時代から昭和時代の写真約3万点を保存している。これらの古写真をパネル化して「多治見レトロ写真」と名付け、2014年度（平成26年度）から高齢者福祉施設などに貸出している。
多治見市在住の高校教員からの寄付を基に収集した資料で、1999年（平成11年）3月に水野千鶴子文庫が設置された。図書1,918冊と加藤助三郎家文書からなる。辞書・事典・図鑑・図録などの参考図書、生活・文化・学術を後世に伝えると書、陶磁器に関する図書、多治見市の郷土資料を収集している。図書の一部と加藤助三郎家文書は郷土資料室で保管している。「陶器将軍」とも呼ばれた加藤が創刊した『陶器商報』を所蔵しているが、『陶器商報』をある程度まとめて所蔵している図書館は珍しく、研究者の注目を集めている。

#### 陶磁器資料コレクション
多治見市図書館の陶磁器資料コレクションは国内有数であるとされ、陶磁器関連書籍や図録など約8,000点を所蔵している。陶磁器資料コレクションとは別に、3階の開架閲覧室内には郷土資料コーナーを設けており、多治見市や岐阜県内各自治体の資料を収集している。
地場産業や研究の支援、文化の紹介などを目的として陶磁器資料の収集を本格的に開始したのは2005年（平成17年）頃である。専門家の助言を受けて地道に収集を進めており、美濃焼に特化せず全国各地の陶磁器資料を収集している。国内で出版された陶磁器関連書籍はすべて購入しているほか、流通形態が異なる図録は各地の展覧会を調べて関係者から取り寄せている。陶芸家に提供を頼むこともあり、また利用者から寄贈を受けることもあった。それまで陶時期資料は「美術」「工芸」「歴史」などの分類に分散していたが、館内に専用コーナーを設置して一か所に集め、「作陶」「暮らし」など独自の分類で並べている。また、それまで書庫に所蔵されていた陶磁器資料をすべて開架に出した。

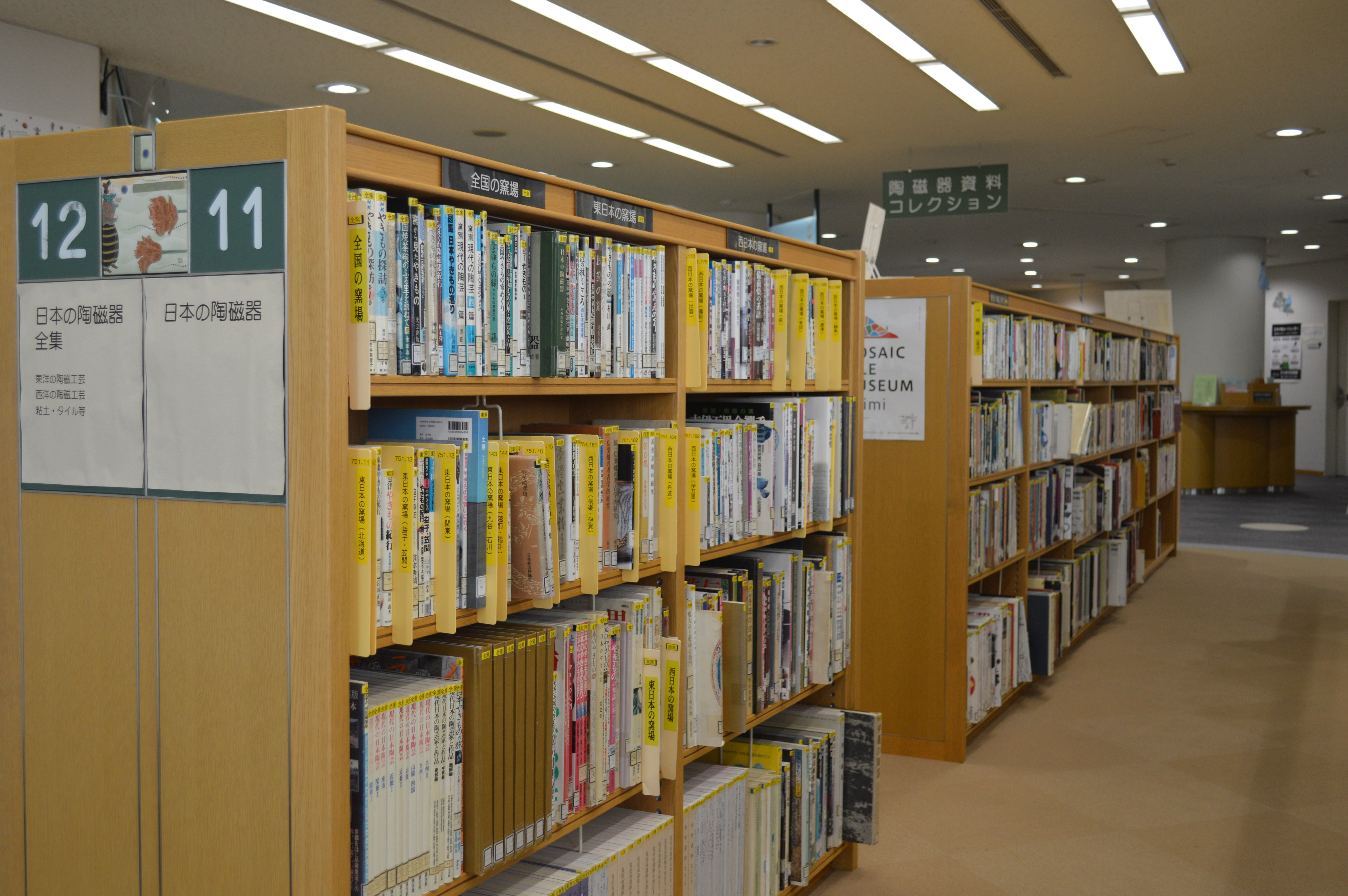
陶磁器資料コレクション
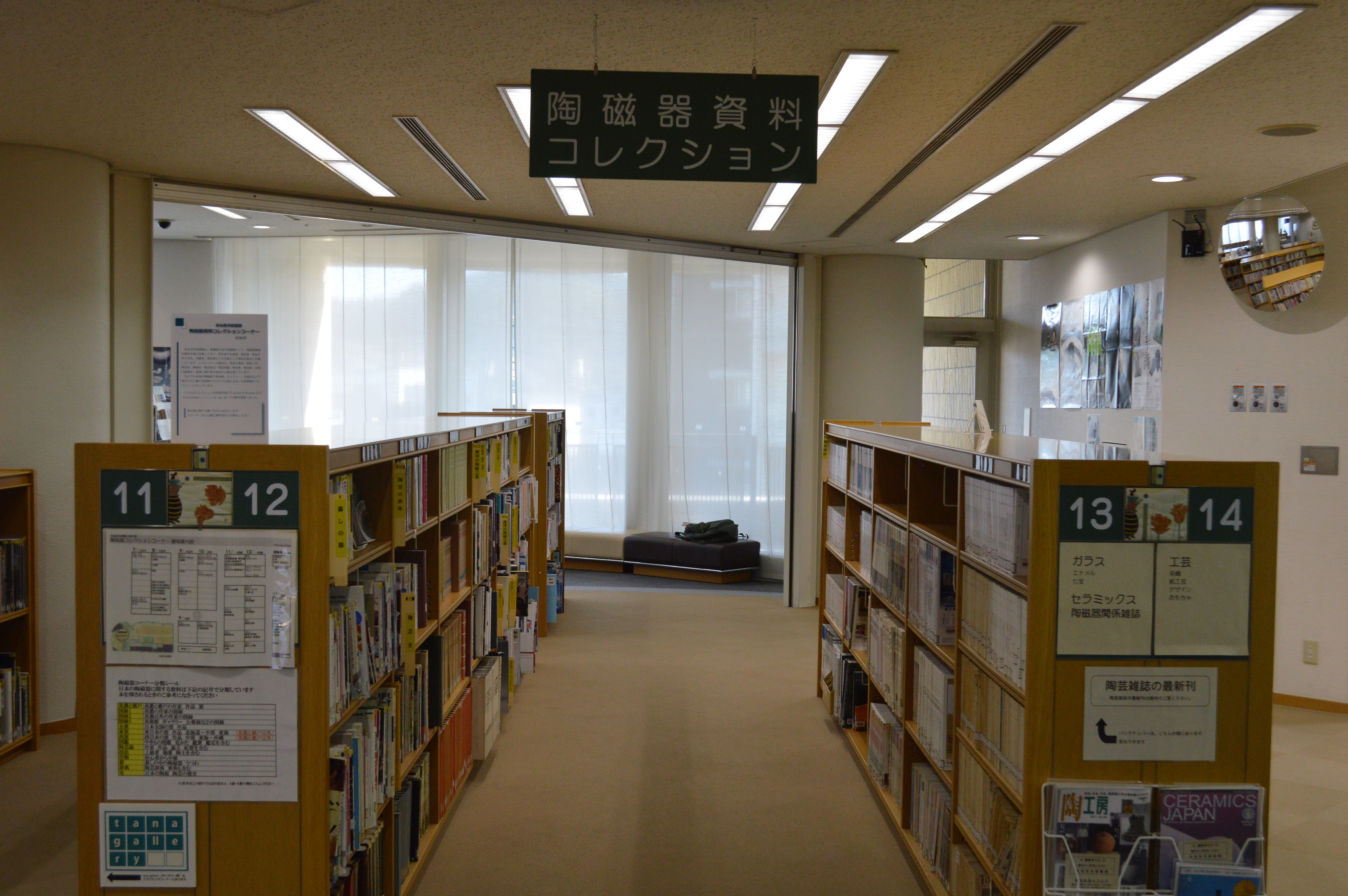
陶磁器資料コレクション
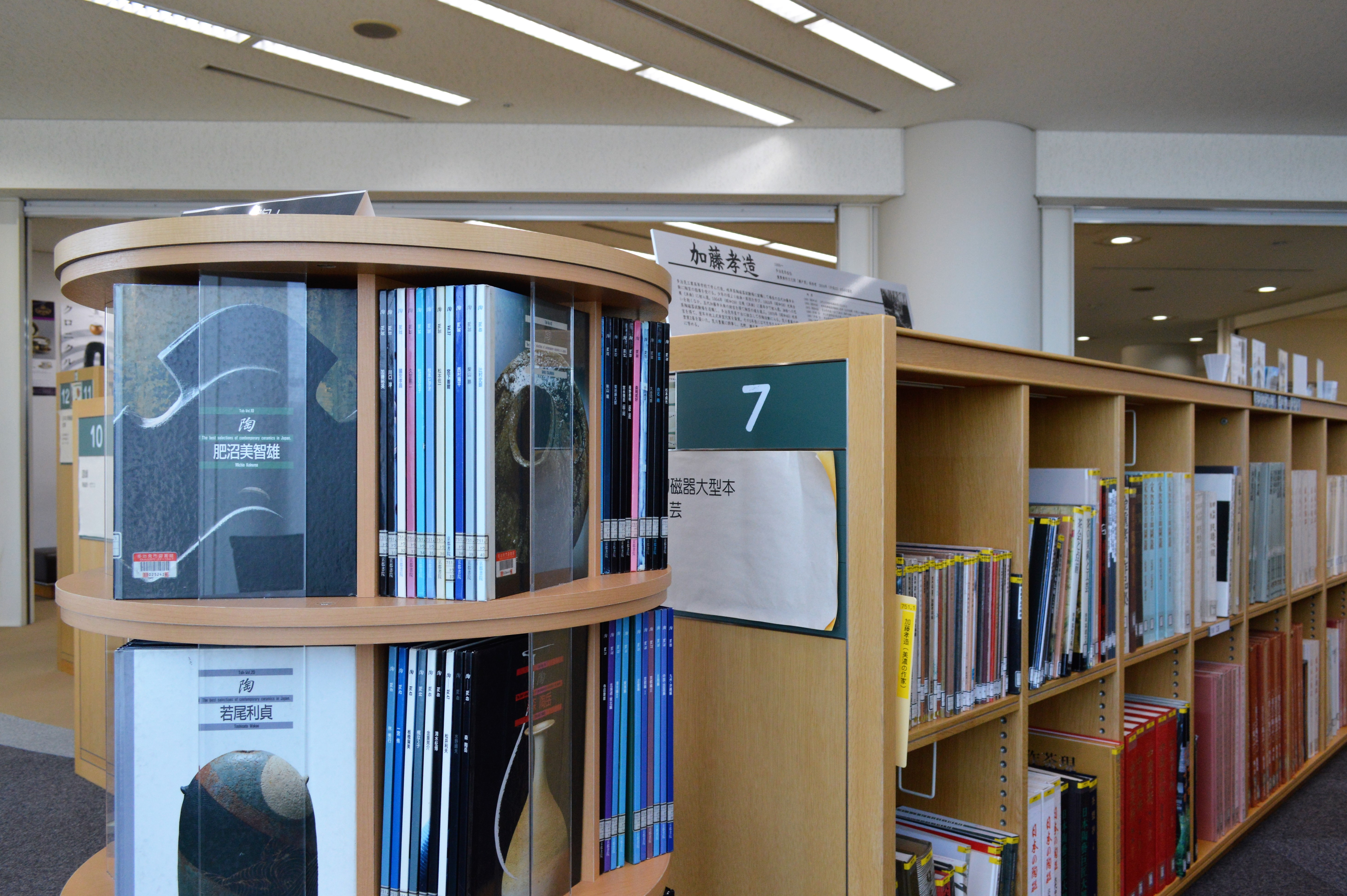
陶磁器資料コレクション
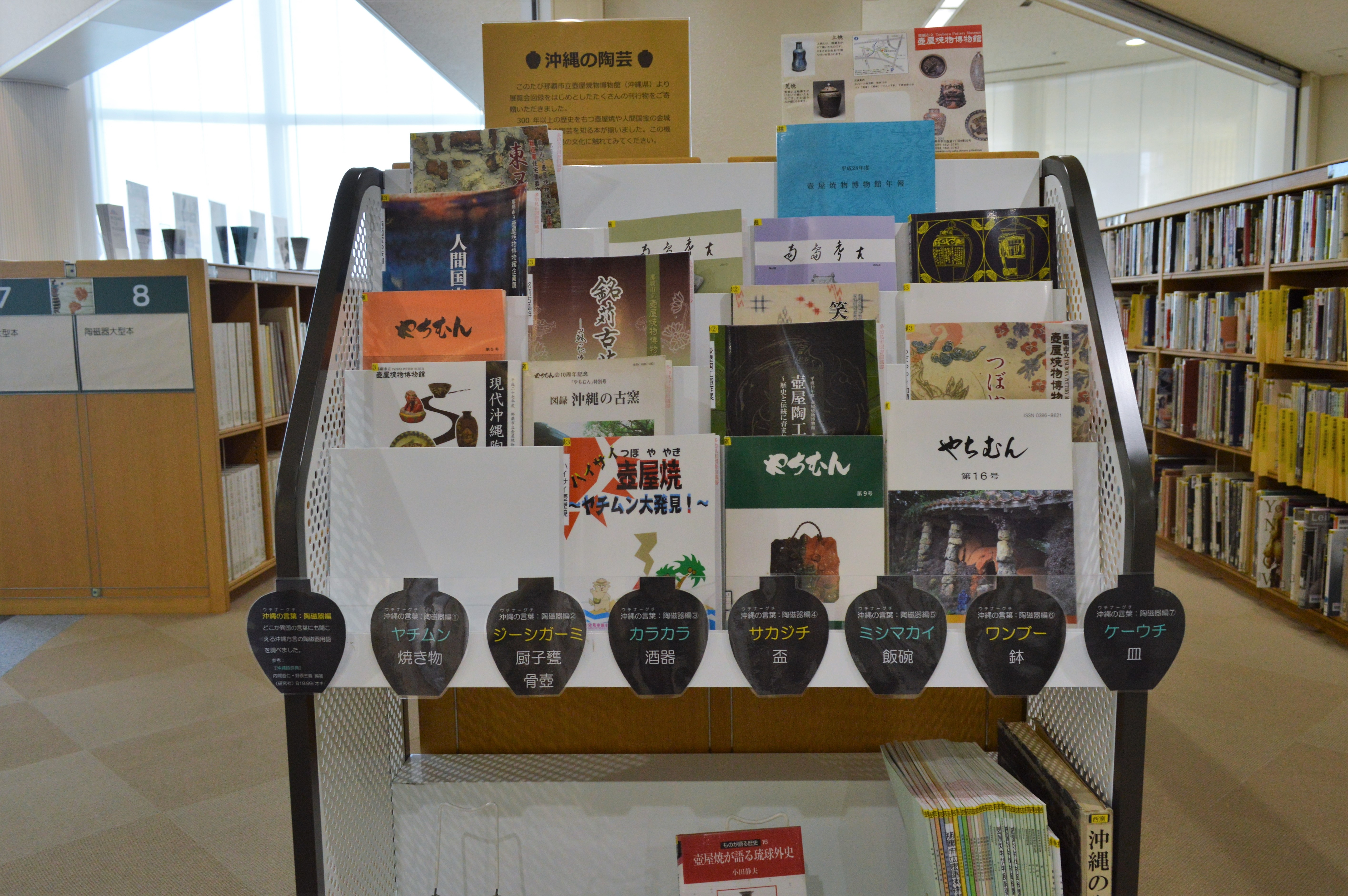
沖縄の陶芸に関する特集展示
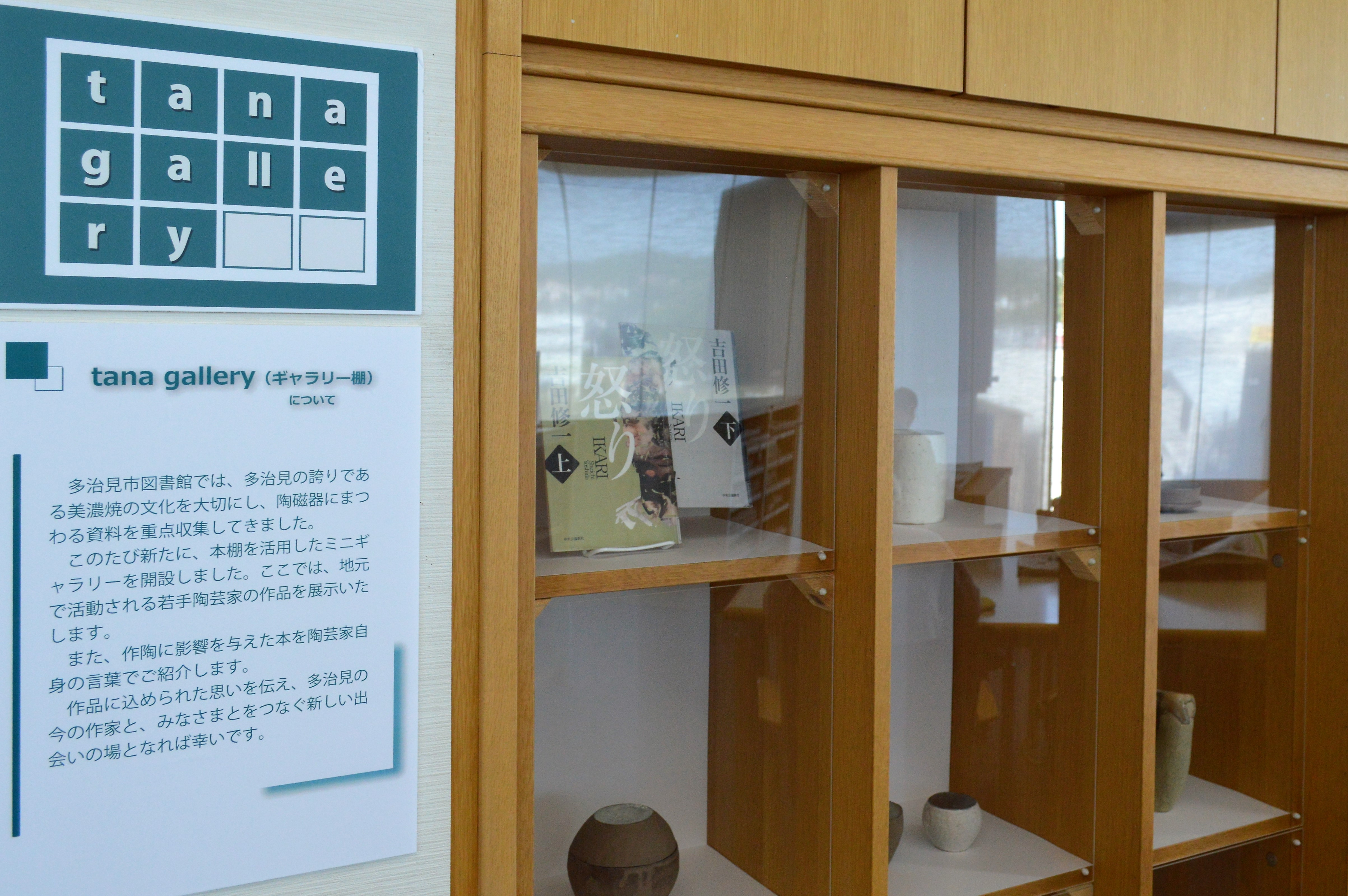
tana gallery

### 英語多読コーナー

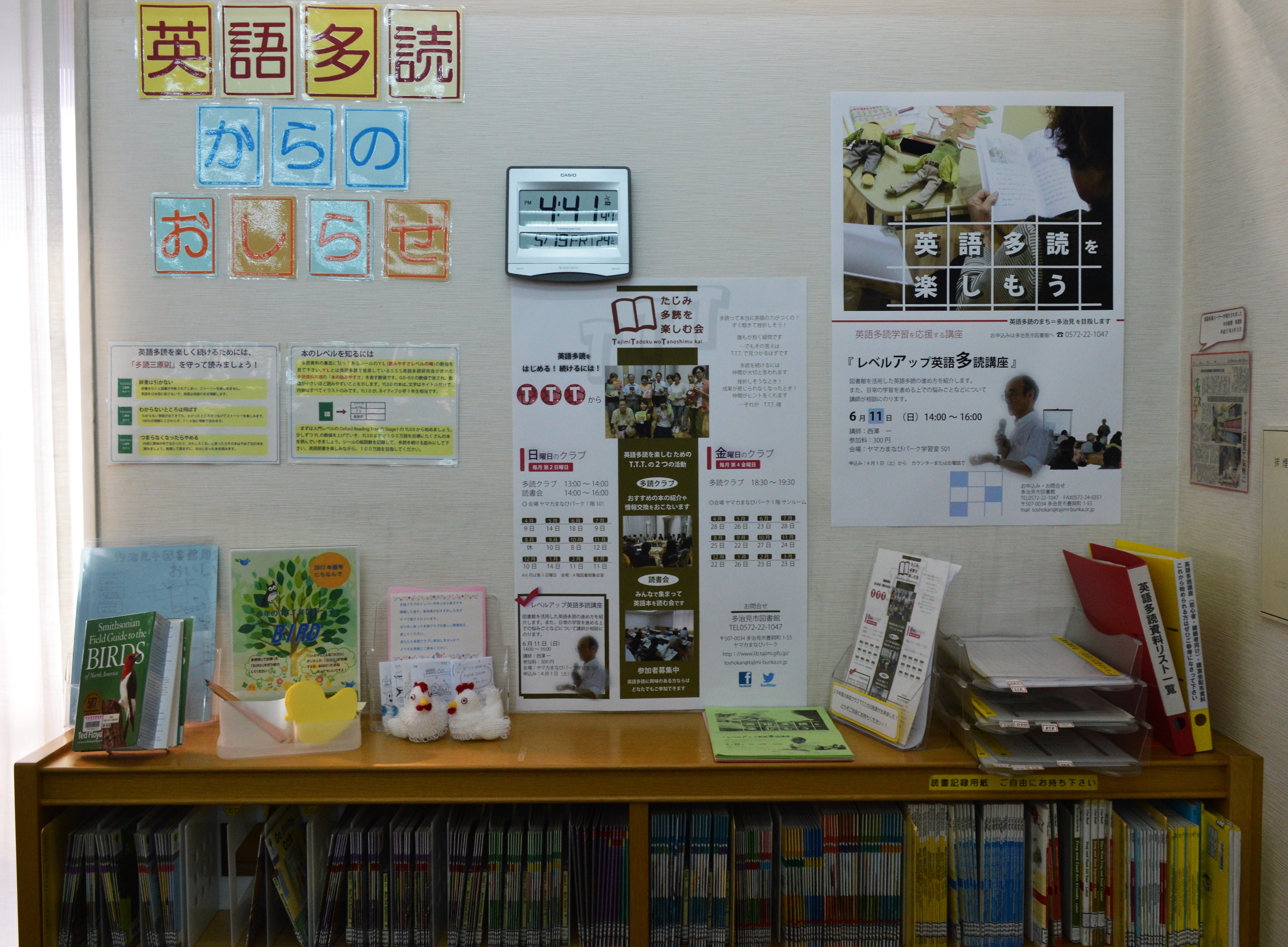
英語多読コーナー

2014年（平成26年）4月からは英語多読の関連図書の購入をはじめ、9月には専用コーナーを設けた。2015年（平成27年）9月時点では20シリーズ約1,200冊を所蔵している。絵本・童話・小説など多彩なジャンルの図書からなり、岐阜県内では各務原市立中央図書館に次ぐ蔵書数である。収集するだけでなく、多読愛好者の交流のために「たじみ多読を楽しむ会」を設立し、図書館内で多読クラブや読書会を開催している。2015年10月4日には日本多読学会の西沢一副会長を招いた講座を開催した。

### 録音図書
視覚障害者向けの録音図書は東濃・可児地域で最多の240冊を所蔵している。1983年（昭和58年）に発足したボランティア団体「多治見アイパートナーの会」が時代小説や推理小説を中心に音読し、カセットテープやCDに記録して図書館に寄贈した。2012年度には延べ273人が427冊の録音図書を貸出した。